# Rudi Carrell
Rudi Carrell (eredeti nevén Rudolf Wijbrand Kesselaar, Alkmaar, 1934. december 19. – Bréma, 2006. július 7.) holland  műsorvezető, a német televíziós műsorok egyik sztárja.

## Életrajz
Rudi Carrell édesapját és nagyapját követte a show-mesteri, műsorvezetői pályán, amikor 1953-ban, tizennyolc éves korában először lépett fel édesapja helyett. Ezután pályája gyorsan ívelt felfelé: 1956-tól az AVRO nevű holland rádióadónál kezdett dolgozni, majd 1961-ben saját műsort kapott a televízióban: a Rudi Carrell Show-t.
Eközben 1960-ban egy kevéssé sikeres intermezzo keretében Hollandiát képviselte az Eurovíziós Dalfesztiválon a Wat een geluk című számmal, amellyel az utolsó előtti helyen végzett.
1965-ben debütált Németországban is a Rudi Carrell Show-val, és ezt követően a német televíziós show-k és a szombat esti szórakoztató műsorok meghatározó szereplőjévé vált.
1974-ben az Am laufenden Band című műsor váltotta fel a Rudi Carrell Show-t, amelyben a vendégeknek különböző elhaladó tárgyakat kellett sorrendben megjegyezniük, majd emlékezetből visszamondaniuk.
A hetvenes évek elején több német filmben is szerepet vállalt az akkor tizennyolc éves Ilja Richterrel, akivel meglehetősen sikeres, gyakran női ruhákban fellépő párost alkottak.
Emellett Carrell énekesként is könyvelhetett el sikereket Németországban: a Wann wird’s mal wieder richtig Sommer? (1975) és a Goethe war gut (1978) felkerült a slágerlistákra is.
1984-től a Die verflixte Sieben című show házigazdája volt, amellyel az Am laufenden Band sikereire tört.
1987-ben Carrell ötletére indult el a Herzblatt című vicces társkereső műsor, amely szinte változatlan koncepcióval 2006-ig futott a német televízióban. Az eleinte Carrell által vezetett show-nak összesen hét műsorvezetője volt ez alatt a közel két évtized alatt.
1988 és 1992 között egy újfajta, felettébb sikeres műsor házigazdája volt, amely a Die Rudi Carrell Show – Lass dich überraschen címet viselte, és amelyben a közönség soraiban helyet foglaló személyeket lepett meg és teljesítette legnagyobb kívánságaikat. 
1993-tól kezdve több rövid életű műsort készített az RTL nevű német kereskedelmi csatornának, ahol 1996-ban sikerült meghatározó műsort létrehoznia: ő találta ki és ő volt a producere a 7 Tage, 7 Köpfe című péntek esti műsornak , amely gyakorlatilag a 
magyar kereskedelmi televízióból ismert Heti Hetes című műsor német eredetije. 
2002-ig ő maga is a „hetek” egyike volt, ezután – néhány vendégfellépés kivételével – nagyrészt visszavonult a közszerepléstől, ám továbbra is ő maradt a műsor producere.
Az 51 éven keresztül erős dohányos Carrell 2005 novemberében egy interjúban megerősítette, hogy tüdőrákban szenved, ám nem érzi magát betegnek.
A tíz év után „nyugdíjba küldött” 7 Tage, 7 Köpfe című műsor utolsó adásában 2005. december 31-én Carrell még egyszer maga is fellépett: egy zsinór segítségével egy pohár vizet borított Harald Schmidt nadrágjára, majd szó nélkül távozott. Schmidt, aki saját show-jában gyakran kifigurázta a 7 Tage, 7 Köpfe című műsort halálos beteg kollégája, barátja és egyben példaképe kérésére vállalta a fellépést az utolsó adásban.
2006. február 2-án lépett utoljára kamera elé, amikor életművéért átvette a Goldene Kamera nevű német televíziós díjat Berlinben. Súlyos betegségét már nem tudta leplezni: halk, rekedt hangon szólt az egybegyűltekhez. Jellegzetes humorát azonban az utolsó pillanatig nem veszítette el: „Azt, hogy ma este itt lehetek Önök között, az egészségbiztosításomnak, a kelet-brémai kórháznak és a német gyógyszeriparnak köszönhetem” – mondta. Majd hozzátette: „Végül is ilyen hanggal az ember még mindig lehet megasztár Németországban.”
Rudi Carrell 2006. július 7-én hunyt el Brémában. Temetése július 25-én volt az alsó-szászországi Heiligenfelde községben, szűk családi körben.